# یامبایوو
یامبایوو (انگلیسی: Yambayevo) یک شهرک در شهرستان یانائولسکی استان باشقیرستان کشور روسیه است.